# Кииккашкан
Кииккашкан (каз. Киікқашқан) — упразднённое село в Восточно-Казахстанской области Казахстана. Входило в состав городской администрации Семея. Входит в состав Алгабасского сельского округа. Исключено из учётных данных в 2017 г. Код КАТО — 632839200.

## Население
В 1999 году население села составляло 99 человек (52 мужчины и 47 женщин). По данным переписи 2009 года, в селе проживали 24 человека (12 мужчин и 12 женщин).